# ¿Quién eres tú?
¿Quién eres tú? é uma telenovela mexicana baseada na obra A Usurpadora de Inés Rodena. Foi produzida pela RTI Producciones, Televisa e Univision Communications; e exibida entre 12 de novembro de 2012 e 6 de maio de 2013.
A trama é protagonizada e antagonizada por Laura Carmine e Julián Gil e antagonizada por Lincoln Palomeque e Alfredo Ahnert e com atuações estelares de Isabel Cristina Estrada, Marisol del Olmo, José Narváez, Paula Barreto e Jorge Cao.

## Enredo
Natalia e Verónica são irmãs gêmeas que cresceram juntas, mas foram separadas quando eram adolescentes. Agora adultas, cada uma representa faces opostas da moeda.
Verônica é perversa e malvada, casada com Felipe, herdeiro de uma rica família. Já Natalia é uma mulher humilde e sensível, de grande coração. Verônica está traindo seu marido com seu cunhado, Lorenzo, e planeja fugir com todas as riquezas da família de seu esposo. Para isso, ela conta uma falsa comovente história para sua irmã, que não via desde os 14 anos, e a convence a se passar por ela.
O plano de fuga de Verônica dá errado e Natalia acredita que ela morreu. Por conta disso, continua no lugar da irmã, além de estar se apaixonando por Felipe. Pouco tempo depois, no entanto, é descoberto que Verônica está viva.

## Elenco
- Laura Carmine como Natalia Garrido / Verónica Garrido de Esquivel
- Julián Gil como Felipe Esquivel
- Isabel Cristina Estrada como Francisca Román
- Lincoln Palomeque como Lorenzo Esquivel
- Marisol del Olmo como Lucía Sabina de Benítez
- José Narváez como Iván Cuéllar
- Paula Barreto como Julieta Seles
- Jorge Cao como Don Antonio Esquivel
- Viviana Serna Ramírez como Gabriela Esquivel Sabina
- Diana Parra como Ana
- Agmeth Escaf como David Santamaría
- Valentina Lizcano como Florencia Monard
- Alfredo Ahnert como Camilo Benítez
- José Julián Gaviria como Lucas Esquivel Sabina
- Matilde Lemaitre como Laura Beltrán
- Marta Liliana Ruiz como Doña Emilia de Esquivel
- Francisco Bolívar
- Manuel Antonio Gomez como Romero
- Juan David Agudelo como Federico Vargas
- Pedro Rendón como Carlos Sánchez "Charlie"
- Jéssica Sanjuán como Mónica Román
- Luis Enrique Roldan como Manuel Monard
- Tatiana Riniera como Bárbara
- Rodolfo Valdéz como Saúl
- María Irene Toro